# Non c'è gloria per gli eroi
Non c'è gloria per gli eroi (Tweet and Sour) è un film del 1956 diretto da Friz Freleng. È un cortometraggio animato della serie Looney Tunes, prodotto dalla Warner Bros., uscito negli Stati Uniti il 24 marzo 1956. I protagonisti del cartone animato sono Silvestro, Titti e Nonna.